# Liste der osttimoresischen Botschafter in Australien

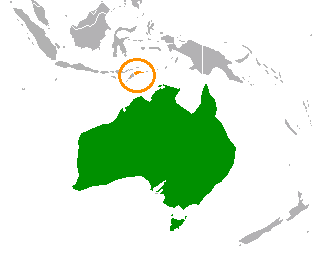
Australien (grün) und Osttimor (orange)

Diese Liste führt die osttimoresischen Botschafter in Australien auf. Der Botschafter ist zudem für Fidschi akkreditiert. Für Neuseeland war er bis 2014 zuständig.

## Hintergrund

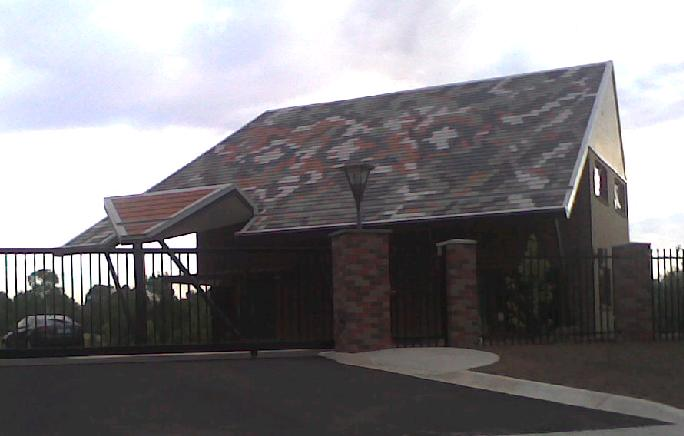
Botschaft Osttimors in Canberra

Die Botschaft Osttimors befindet sich in 7 Beale Crescent, Deakin ACT 2600. Bis 2014 war der Botschafter auch für Neuseeland zuständig. Weiterhin ist der Botschafter zweitakkreditiert für südpazifische Staaten, wie Fidschi und Samoa.

## Liste der Botschafter

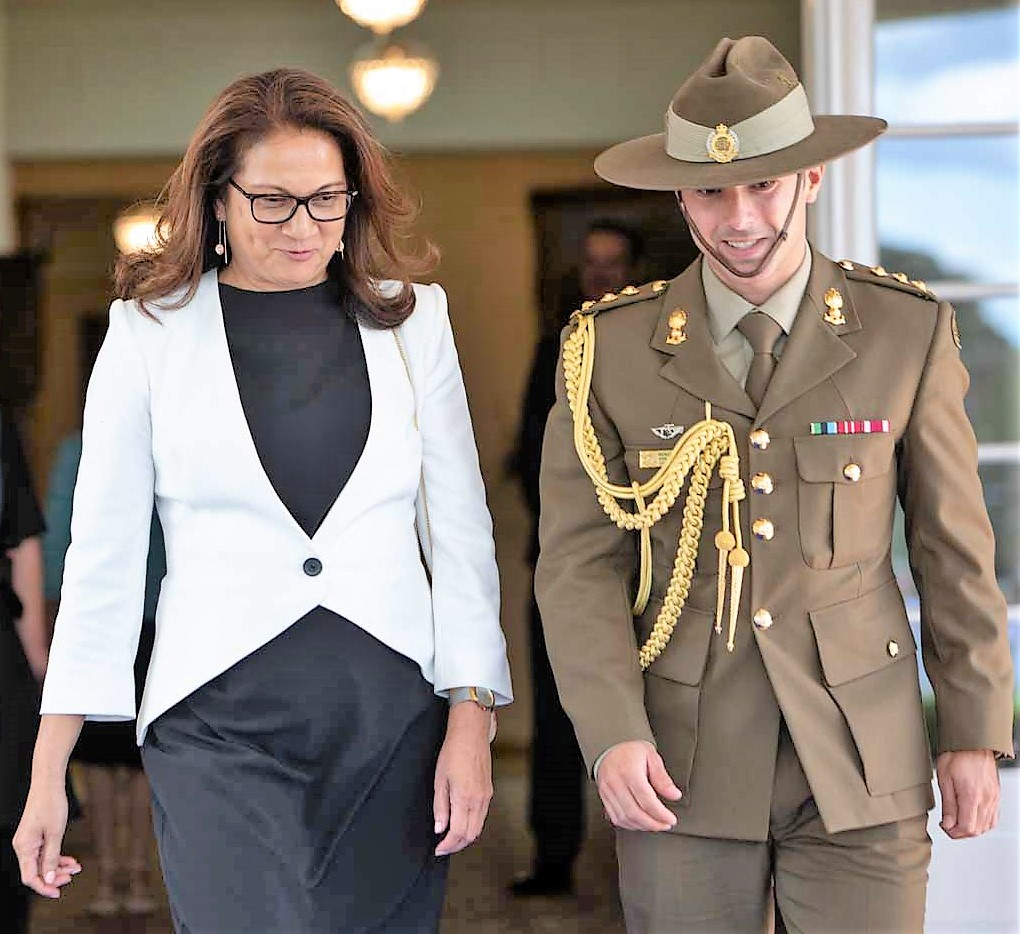
Inês Maria de Almeida am Tag der Übergabe ihrer Akkreditierung (2020)

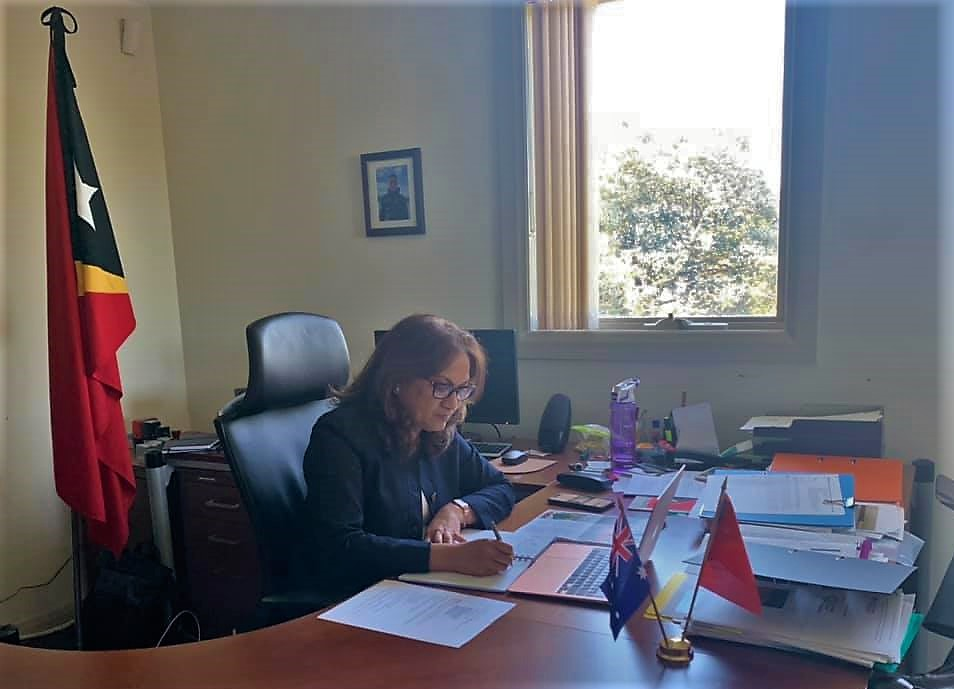
Botschafterin Almeida in ihrem Büro in der Botschaft (2021)

| Bild          | Name                    | Amtszeit                     | Anmerkungen                                                  |
| Osttimor      | Osttimor                | Osttimor                     | Osttimor                                                     |
| ------------- | ----------------------- | ---------------------------- | ------------------------------------------------------------ |
|               | Jorge da Conceição Teme | 29. Mai 2003 – August 2005   | Erster Botschafter Osttimors in Australien                   |
|               | Hernâni Coelho          | 9. März 2006 – November 2009 |                                                              |
| Abel Guterres | Abel Guterres           | 18. Mai 2010 – 2019          |                                                              |
|               | Inês Maria de Almeida   | ab 2020                      | Ernennung: 28. Januar 2020; Akkreditierung: 19. Februar 2020 |